# Calycorectes schottianus
Calycorectes schottianus är en myrtenväxtart som beskrevs av Otto Karl Berg. Calycorectes schottianus ingår i släktet Calycorectes och familjen myrtenväxter. IUCN kategoriserar arten globalt som akut hotad. Inga underarter finns listade i Catalogue of Life.